# Ludger Syré

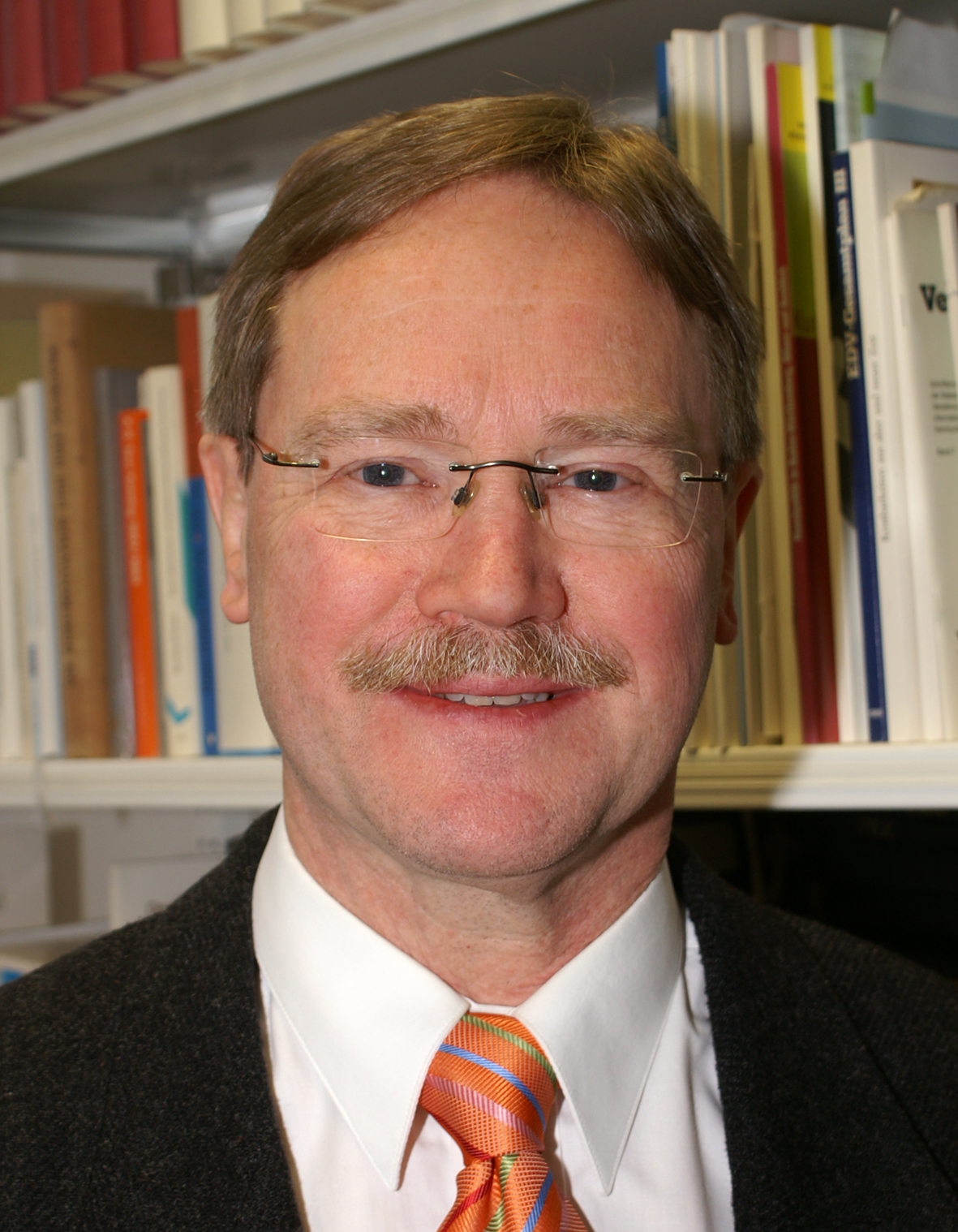
Ludger Syré in seinem Dienstzimmer in der Badischen Landesbibliothek (2017)

Ludger Syré (* 26. Juli 1953 in Münster) ist ein deutscher Bibliothekar und Historiker. Er war von 1987 bis 2020 in der Badischen Landesbibliothek als Fachreferent tätig und leitete dort sowohl die Digitalisierung als auch die baden-württembergische Landesbibliographie.

## Leben
Syré studierte von 1972 bis 1978 Geschichte und Germanistik in Freiburg im Breisgau, München und Tübingen. Im Anschluss wurde er am Institut für Osteuropäische Geschichte der Universität Tübingen promoviert und absolvierte von 1983 bis 1985 das Referendariat für den wissenschaftlichen Bibliotheksdienst in Tübingen und Köln.
In seiner Dienstzeit an der Badischen Landesbibliothek war er maßgeblich beteiligt am Aufbau der Digitalisierungswerkstatt. Heute ist die Badische Landesbibliothek eines der wichtigsten Digitalisierungszentren im deutschen Südwesten.
Er war mehr als 30 Jahre Vorsitzender der Arbeitsgruppe Regionalbibliographie im Deutschen Bibliotheksverband e. V., verantwortete lange Zeit die Koordination der Ausbildung an der Badischen Landesbibliothek und war für die Beschaffung landeskundlich relevanter Titel für den Bereich der Landesbibliographie zuständig.
Syré ist zudem Lehrbeauftragter am Lehrstuhl für Zeitgeschichte des Instituts für Geschichte der Universität Mannheim sowie am House of Competence des KIT Karlsruhe.
Seine wissenschaftlichen und publizistischen Schwerpunkte liegen auf der Geschichte des Nationalsozialismus in Baden, der Geschichte Russlands und der Sowjetunion sowie der Bibliotheksgeschichte und des deutschen Bibliothekswesens. Zusammen mit Jürgen Seefeldt hat Ludger Syré im Jahr 2003 erstmals die Darstellung Portale zu Vergangenheit und Zukunft – Bibliotheken in Deutschland herausgegeben. Das Buch erlebte mehrere Neuauflagen und ist in mehrere Sprachen übersetzt worden.

## Publikationen (Auswahl)
- Isaac Deutscher, Marxist, Publizist, Historiker – sein Leben und Werk 1907–1967. Junius, Hamburg 1984, ISBN 978-3-88506-130-4. Zugl.: Tübingen, Univ., Diss., 1983?
- Die Geschichte der Bibliothek – eine Chronik in Daten und Bildern. In: Buch – Leser – Bibliothek: Festschrift der Badischen Landesbibliothek zum Neubau, hrsg. von Gerhard Römer, Karlsruhe 1992, S. 13–31.
- Der Führer vom Oberrhein: Robert Wagner. Gauleiter, Reichsstatthalter in Baden und Chef der Zivilverwaltung im Elsaß. In: Die Führer der Provinz: NS-Biographien aus Baden und Württemberg, hrsg. von Michael Kißener und Joachim Scholtyseck, Konstanz 1997, S. 733–779.
- Badische Landesbibliothek, Karlsruhe. In: Regionalbibliotheken in Deutschland: mit einem Ausblick auf Österreich und die Schweiz, hrsg. von Bernd Hagenau, Frankfurt a. M. 2000, S. 358–363.
- Karlsruhe, Badische Landesbibliothek. In: Landesbibliotheksbau in Deutschland, Österreich und der Schweiz: Neubauten, Erweiterungen und Umnutzungen, hrsg. von Detlev Hellfaier, Frankfurt a. M. 2003, S. 53–77.
- Untergang im Phosphorfeuer der Fliegerbomben. Die Zerstörung der Badischen Landesbibliothek im Zweiten Weltkrieg. In: Buch und Bibliothek, Band 57 (2005) 9, S. 621–628 (Digitalisat).
- Die Badische Landesbibliothek im Zweiten Weltkrieg – Untergang und Neuanfang. In: Zeitschrift für die Geschichte des Oberrheins 154 (2006), S. 493–516.
- Gedruckt und elektronisch. Ein Blick auf die Geschichte des Karlsruher Adressbuchs anlässlich seiner Digitalisierung. In: Badische Heimat 92 (2012) 3, S. 480–493.
- Aufbruch in eine neue Zeit: Die Anfänge der Digitalisierungswerkstatt und der Digitalen Sammlungen an der Badischen Landesbibliothek in Karlsruhe. In: Digitalisierung in Regional- und Landesbibliotheken, hrsg. von Irmgard Siebert, Frankfurt a. M. 2012, S. 173–194.
- Die Protokolle des Badischen Landtags in digitaler Form. Der Beitrag der Badischen Landesbibliothek zum Landesjubiläum. In: Badische Heimat 93 (2013) 2, S. 272–284.
- Kulturgutdigitalisierung in der Badischen Landesbibliothek am Beispiel historischer Zeitungen. In: BIT-Online 18 (2015) 5, S. 403–412.
- Digital stöbern – Karlsruher Zeitungen als Geschichtsquelle. In: Badische Heimat 96 (2016) 2, S. 207–224.
- Der Handschriftenstreit – ein singuläres Ereignis in der fünfzigjährigen Geschichte der Badischen Bibliotheksgesellschaft. In: 50 Jahre Badische Bibliotheksgesellschaft Karlsruhe, hrsg. von Hansgeorg Schmidt-Bergmann, Karlsruhe 2016, S. 31–43.
- Fünf Jahre Kulturgutdigitalisierung an der Badischen Landesbibliothek – eine Zwischenbilanz. In: Bibliotheksdienst 50 (2016) 10/11, S. 943–959.
- Wer sang die Euryanthe? Ein Blick auf die digitalisierten Theaterzettel des Karlsruher Hoftheaters. In: Badische Heimat 97 (2017) 2, S. 238–258.
- Mit Jürgen Seefeldt: Portale zu Vergangenheit und Zukunft – Bibliotheken in Deutschland. Im Auftrag von Bibliotheken & Information Deutschland e. V. (BID) herausgegeben, 6. Aufl., Hildesheim 2022.
- Mit Sebastian Faber (Fotograf): Karlsruhe – Gestern | Heute, 1. Auflage, Gudensberg: Wartberg Verlag, 2022.